# Cwiszn
Cwiszn (jid. ‏צװישן‎ – pomiędzy) – kwartalnik poświęcony żydowskiej literaturze i sztuce oraz językowi jidysz ukazujący się w latach 2010–2014. Pismo podejmowało również tematy emancypacyjne i genderowe oraz publikowało recenzje książek.
Zespół redakcyjny tworzyli: Aleksandra Geller, Anna Maria Geller (sekretarz redakcji), Barbara Klicka, Agata Kondrat, Natalia Krynicka, Adam Puchejda, Anna Tenenbaum, Marek Tuszewicki. Za opracowanie graficzne i typograficzne odpowiedzialny był Michał Szperling.
Na łamach „Cwiszn” ukazały się przekłady utworów m.in. Abrahama Suckewera, Chaima Grade, Franza Kafki i Fradl Sztok. Autorami artykułów byli m.in. Joanna Tokarska-Bakir, Chone Szmeruk, Bella Szwarcman-Czarnota, Irena Klepfisz, Ewa Geller, Jacek Leociak i Joanna Lisek.
Ostatni jak dotąd numer „Cwiszn” wyszedł w styczniu 2014 roku.